# La Couyère
Couyère (bret. Ar Gouer) – miejscowość i gmina we Francji, w regionie Bretania, w departamencie Ille-et-Vilaine.
Według danych na rok 1990 gminę zamieszkiwało 360 osób, a gęstość zaludnienia wynosiła 31 osób/km² (wśród 1269 gmin Bretanii Couyère plasuje się na 911. miejscu pod względem liczby ludności, natomiast pod względem powierzchni na miejscu 781.).